# Philip Schlaffer

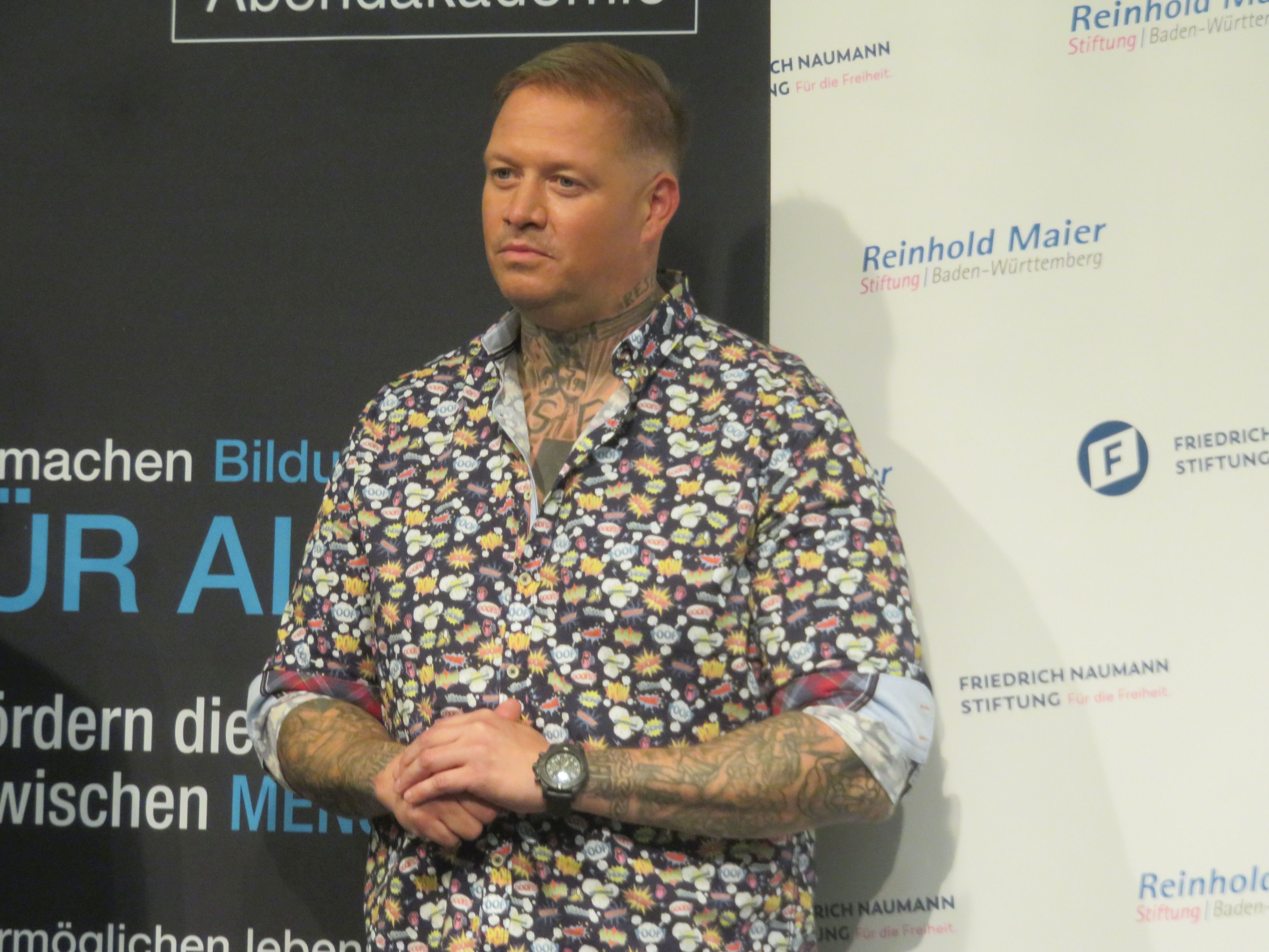
Philip Schlaffer (2020)

Philip Carl Schlaffer (* 1. Juni 1978 in Lübeck) ist ein deutscher Webvideoproduzent, Streamer, Buchautor sowie verurteilter Straftäter der Neonazi-Szene und des Rockermilieus.

## Leben

### Kindheit, Ausbildung und Anfänge im Neonazismus
Philip Schlaffer wuchs überwiegend in Stockelsdorf auf, verbrachte aber einen Teil seiner Kindheit auch in Großbritannien. Schlaffer schloss eine Berufsausbildung zum Groß- und Außenhandelskaufmann ab und stieg als Jugendlicher in den Neonazismus ein. Fortan war er lange in der rechtsextremen Musikszene aktiv sowie Gründer und Anführer der neonazistischen „Kameradschaft Werwolf“ in Wismar. Zwischenzeitlich war Schlaffer Mitglied der Partei Die Republikaner und der rechtsextremen NPD.

### Erste Straftaten und Wirken in Wismar
Im Alter von 19 Jahren wurde er erstmals wegen einer gefährlichen Körperverletzung zu einer Bewährungsstrafe verurteilt. Öffentliche Bekanntheit erlangte Schlaffer bereits 2006 durch ein Internetvideo vor einem seiner Neonazi-Szenegeschäfte, in welchem er und weitere Neonazis mit Baseballschlägern bewaffnet am Rande einer Demonstration gegen antifaschistische Demonstranten vorgehen wollten und von der Polizei mit gezogenen Waffen daran gehindert wurden. Innerhalb der rechtsextremen Szene war Schlaffer als „Geschäftemacher“ umstritten, prägte aber über lange Jahre die Neonazi-Subkultur im Raum Wismar. Im Oktober 2006 wurde Schlaffer in seiner Wohnung wegen „alter Rechnungen“ von bewaffneten Berliner Neonazis aus dem Umfeld der Rechtsrock-Band Spreegeschwader überfallen. 

### Schlaffer als Unternehmer in der Neonazi-Szene
Lange war Schlaffer Motor der Neonazi-Szene in Wismar und Hauptakteur der „Wolfshöhle“, eines Neonazi-Konzert- und Veranstaltungsraums auf dem Gelände eines ehemaligen Holzhandels. Er gründete den Szeneladen „Werwolfshop“ mit angeschlossenem Onlinehandel und ein Tattoostudio namens „Needle of Pain“. In der Wismarer Innenstadt etablierte sich ein sogenanntes „nationales Wohnprojekt“ mit Kneipe und Band-Proberäumen. Das Projekt wurde auch als „Wolfshöhle II“ bezeichnet.

### Schlaffers Aktivitäten als „Rockerboss“
Schlaffer war Präsident des später verbotenen Outlaw-Motorcycle Club „Schwarze Schar MC“, der in den Bereichen der organisierten Kriminalität und der Prostitution aktiv war. In diesem Zusammenhang wurde Schlaffer als „Rockerboss“ im Dezember 2014 vom Landgericht Schwerin wegen illegalen Drogenhandels zu einer Gefängnisstrafe von 2 Jahren und 10 Monaten verurteilt, die er in der JVA Stralsund verbüßte. Schlaffer wurde nach knapp 2 Jahren vorzeitig entlassen. Nach eigenen Angaben kam es einige Monate nach seiner Entlassung aus der Haft zu einer erneuten Hausdurchsuchung bei ihm aufgrund alter, nicht versteuerter Einnahmen aus dem Drogenhandel sowie dem Rotlichtgewerbe. In diesem Steuerstrafverfahren wurde Schlaffer nach eigenen Angaben wegen Steuerhinterziehung zu hohen Steuernachzahlungen und einer weiteren Bewährungsstrafe (1 Jahr Haft mit 2-jähriger Bewährungszeit) verurteilt.

### Ausstieg aus dem Extremismus und Aktivismus gegen Gewalt und Extremismus
Schlaffer hat nach seinem Ausstieg eine Ausbildung als Anti-Gewalt- und Deradikalisierungstrainer beim Berliner Violence Prevention Network durchlaufen und setzt sich unter anderem im Rahmen von Schulbesuchen gegen den Rechtsextremismus ein. Sein Wirken wird begleitet von Fernsehberichten und Zeitungsartikeln. In einem kritischen Artikel der taz aus dem Jahr 2017 wurden Zweifel an der Glaubwürdigkeit seiner Motivation zum Ausstieg geäußert.
Am 1. April 2020 wurde Schlaffers Autobiographie Hass. Macht. Gewalt. im Droemer Knaur Verlag veröffentlicht und war in der ersten Woche auf Platz 16 der Spiegel-Bestsellerliste Sachbuch (Paperback).